# Arzgirskij rajon
L'Arzgirskij rajon, in russo Арзгирский район?, è un rajon del Kraj di Stavropol', nel Caucaso.